# Aeroporto Internacional de Cheongju
Aeroporto Internacional de Cheongju (Hangul: 청주국제공항; Hanja: 淸州國際空港; Romanização Revisada: Cheongju Gukje Gonghang; McCune-Reischauer: Ch'ŏngju Kukche Konghang) (IATA: CJJ, ICAO: RKTU) é um aeroporto internacional próximo à cidade de Cheongju, Coreia do Sul. Também serve a cidade de Daejeon.